# National Education Association
 (décembre 2023).
Si vous disposez d'ouvrages ou d'articles de référence ou si vous connaissez des sites web de qualité traitant du thème abordé ici, merci de compléter l'article en donnant les références utiles à sa vérifiabilité et en les liant à la section « Notes et références ».
La National Education Association (NEA), fondée en 1857 sous le nom de National Teachers Association (NTA) et renommée en 1870, est la première organisation syndicale des États-Unis avec 3,2 millions de membres. Elle regroupe les enseignants du secteur public, les professeurs en formation ou retraités, les personnels ouvriers. Non-membre de l'AFL-CIO, la NEA est membre de l'Internationale de l'éducation.  

## Personnalités de la National Education Association
- Maria Kraus-Boelté
- Margaret Haley
- Ella Flagg Young

## Présidents de la National Education Association
- Braulio Alonso (en) (1967-1983)
- Dennis Van Roekel (en) (2008-2014)
- Lily Eskelsen García (en) (2014-2020)
- Rebecca S. Pringle (en) (2020-

## Étapes marquantes de la NEA
- 1912 : NEA soutient le droit de vote des femmes
- 1919 : Des membres du NEA de New Jersey font introduire la première retraite aux États-Unis en 1919. En 1945, tous les États d'Amérique du Nord bénéficiaient d'un système de retraite ;
- 1941 : NEA obtient des fonds supplémentaires pour les écoles proches des bases militaires.
- 1945 : NEA soutient le G.I. Bill pour aider les soldats à reprendre leurs études
- 1958 : NEA obtient le vote du National Defense Education Act
- 1964 : NEA soutient le Civil Rights Act
- 1966 : Fusion avec l'American Teachers Association (en), ancien National Association of Colored Teachers
- 1968 : NEA est en tête d'un effort pour instaurer le Bilingual Education Act (en) (acte pour l'éducation bilingue)
- 1974 : NEA apporte son soutien pour une proposition entendue devant Cour suprême des États-Unis qui consistait à rendre illégal le renvoi d'enseignantes enceintes et le congé de maternité obligatoire
- 1984 : NEA combat pour et gagne le passage d'une loi fédérale d'égalité face à la retraite qui met fin au sexisme face aux retraites
- c. 2000 : NEA met en place un lobbying pour apporter des modifications à la loi ESEA/No Child Left Behind (aucun enfant n'est laissé derrière)

Bien que la NEA se décrive comme politiquement neutre, elle a soutenu tous les candidats démocrates de Jimmy Carter à Barack Obama, mais aussi des candidats divers pour les élections dans chaque État[réf. nécessaire].

## Pour approfondir

#### Essais
- (en-US) Michael J. Schultz, National Education Association and the Black Teacher : The Integration of a Professional Organization, Coral Gables, Floride, University of Miami Press, 1970, 232 p. (ISBN 9780870241628, lire en ligne),
- (en-US) Allan West, National Education Association and the Power Base, New York, Free Press, 1980, 328 p. (ISBN 9780029348802, lire en ligne),
- (en-US) Samuel L. Blumenfeld, N.E.A. : Trojan Horse in American Education, Boise, Idaho, The Paradigm Co., 1984, 308 p. (ISBN 9780914981039, lire en ligne),
- (en-US) Sally D. Reed, NEA : Propaganda Front of the Radical Left, Washington (district de Columbia), National Council for Better Education, 1984, 148 p. (ISBN 9789996616600, lire en ligne),
- (en-US) Myron Lieberman, The Teachers' Unions : How the NEA and AFT Sabotage Reform and Hold Students, Parents, Teachers, and Taxpayers Hostage to Bureaucracy, New York, Free Press, 1997, 328 p. (ISBN 9780684842820, lire en ligne),
- (en-US) G. Gregory Moo, Power Grab : How the National Education Association Is Betraying Our Children, Washington (district de Columbia), Regnery Publishing, 1999, 376 p. (ISBN 9780895263155, lire en ligne),

#### Articles
- (en-US) Irwin Shepard & Charles W. Eliot, « Notes. The National Education Association. Boston, July 6 to 10, 1903 », The Elementary School Teacher, vol. 3, no 10,‎ juin 1903, p. 729-740 (12 pages) (lire en ligne ),
- (en-US) Robert J. Fuller, « Co-operation between the National Education Association and the National Society for the Promotion of Industrial Education », The School Review, vol. 22, no 1,‎ janvier 1914, p. 12-19 (8 pages) (lire en ligne ),
- (en-US) L. L. W., « National Education Association: St. Paul Meeting », The Journal of Education, vol. 80, no 4,‎ 23 juillet 1914, p. 87-94 (8 pages) (lire en ligne ),
- (en-US) A.E. Winship, « National Education Association : Pittsburgh Meeting », The Journal of Education, vol. 88, no 4,‎ 25 juillet 1918, p. 87-95 (9 pages) (lire en ligne ),
- (en-US) A.E. Winship, « National Education Association : Milwaukee Meeting », The Journal of Education, vol. 90, no 3,‎ 17 juillet 1919, p. 59-66 (8 pages) (lire en ligne ),
- (en-US) « Discussion of the Report of the Joint Committee on History and Education for Citizenship of the American Historical Association and the National Education Association », The Elementary School Journal, vol. 22, no 2,‎ octobre 1921, p. 95-103 (9 pages) (lire en ligne ),
- (en-US) « Report of the California Meeting, National Education Association », The Journal of Education, vol. 98, no 3,‎ 19 juillet 1923, p. 61-81 (21 pages) (lire en ligne ),
- (en-US) « Report of the California Meeting, National Education Association (Continued) », The Journal of Education, vol. 98, no 4,‎ 26 juillet 1923, p. 89-107 (19 pages) (lire en ligne ),
- (en-US) A.E. Winship, « The Atlanta Meeting: Observations Upon the Convention of the National Education Association, June 28 to July 4 », The Journal of Education, vol. 110, no 3,‎ 15 juillet 1929, p. 55-67 (13 pages) (lire en ligne ),
- (en-US) Frank W. Hubbard, « Research Activities of the National Education Association », The Journal of Educational Research, vol. 39, no 5,‎ janvier 1946, p. 358-367 (10 pages) (lire en ligne ),
- (en-US) Lyle W. Ashby, « The National Education Association », The Phi Delta Kappan, vol. 31, no 3,‎ novembre 1949, p. 99-121 (23 pages) (lire en ligne ),
- (en-US) Rolland Dewing, « The National Education Association and Desegregation », Phylon (1960-), vol. 30, no 2,‎ été 1969, p. 109-124 (16 pages) (lire en ligne ),
- (en-US) David Stephens, « President Carter, the Congress, and NEA: Creating the Department of Education », Political Science Quarterly, vol. 98, no 4,‎ hiver 1983-84, p. 641-663 (23 pages) (lire en ligne ),
- (en-US) Stuart J. Foster, « Red Alert!: The National Education Association Confronts the "Red Scare" in American Public Schools, 1947-1954 », Education and Culture, vol. 14, no 2,‎ 1997, p. 1-16 (16 pages) (lire en ligne ),
- (en-US) Wayne J. Urban, « Courting the Woman Teacher: The National Education Association, 1917-1970 », History of Education Quarterly, vol. 41, no 2,‎ été 2001, p. 139-166 (28 pages) (lire en ligne ),